# Noreuil
Noreuil is een gemeente in het Franse departement Pas-de-Calais (regio Hauts-de-France) en telt 125 inwoners (2005). De plaats maakt deel uit van het arrondissement Arras.

## Geografie
De oppervlakte van Noreuil bedraagt 4,9 km², de bevolkingsdichtheid is 25,5 inwoners per km².
De onderstaande kaart toont de ligging van Noreuil met de belangrijkste infrastructuur en aangrenzende gemeenten.

## Demografie
Onderstaande figuur toont het verloop van het inwonertal (bron: INSEE-tellingen).